# 本傑明山
85°48′S 160°6′W / 85.800°S 160.100°W
本傑明山是南極洲的山峰，位於阿蒙森冰川西面，處於埃爾斯沃思山東南面，屬於毛德王后山脈的一部分，海拔高度1,750米，該山峰以氣象學家命名。